# 日本タオイズム協会
一般財団法人日本タオイズム協会（にほんたおいずむきょうかい）とは、福岡県朝倉郡東峰村に本部を置き、道教教義の研究、保存、世界への発信に関わる活動を主たる目的とする団体。

## 概要
2013年7月25日、福岡県朝倉郡東峰村に設立された。世界のタオイストと連携しながら、「人類の叡智」たる道教（タオイズム）の研究、保存、発信に関わる活動を目的とする。世界的な地球温暖化の進行や東日本大震災の発生、自然破壊による食糧、エネルギー不足、局地的な大雨や竜巻といった異常気象による災害が発生する中で、日本人の生きる指針として、無為自然を掲げる｢道（タオ）」を学習、実践を訴える。